# 1857 v športu
1857 v športu.

## Bejzbol
- Maja se šestnajst klubov iz New Yorka sestane in spremeni pravila, sprejme tudi pravilo, da tekma poteka v devetih inningih. Konvencija je znana kot prva zveza National Association of Base Ball Players, čeprav ni formalna organizacija.

## Konjske dirke
- Grand National Steeplechase - zmagovalec Emigrant, jahač Charlie Boyce

## Kriket
- Ustanovljen North Down Cricket Club v mestu County Down, Severna Irska

## Nogomet
- 24. oktober - ustanovljen Sheffield F.C., prvi nogometni klub na svetu

## Veslanje
- Regata Oxford-Cambridge - zmagovalec Oxford